# Jane Ericsson
Jane Elsa Marianne Ericsson, gift Kolte, född 30 maj 1925 i Flisby församling i Jönköpings län, död 24 augusti 2015 i Oscars församling i Stockholm, var en svensk friidrottare (höjdhopp). Hon tävlade för IFK Halmstad.
Ericsson var från 1954 gift med Lennart Kolte fram till hans död.  Hon är gravsatt på Galärvarvskyrkogården i Stockholm.